# Sanak Island
Sanak Island ist eine kleine unbewohnte Insel der  zu den Aleuten gehörenden Fox Islands, die wiederum zum US-Staat  Alaska gehören. Die etwa 21 km lange Insel liegt im Westen der Fox Islands. 
Die Insel war während des Zweiten Weltkrieges ein unbedeutender Stützpunkt der amerikanischen Streitkräfte. Zurückgelassenes Kriegsmaterial, Schiffswracks und die verlassene Siedlung Pauloff Harbor sind heute noch stumme Zeugen vergangener menschlicher Existenz. Heute wird die Insel gelegentlich von den Ureinwohnern der Aleuten aufgesucht, um die auf der Insel heimischen wilden Rinderherden zu bejagen oder fischen zu gehen. Neben Rindern leben auf Sanak verschiedene Vogelarten, Seeotter und Pferde.  
Auf dem heute unbewohnten Eiland haben Archäologen Reste menschlicher Besiedlung gefunden, die bis 5600 v. Chr. zurückreichen. 